# Poa hypsinephes
Poa hypsinephes är en gräsart som beskrevs av Jan Frederik Veldkamp. Poa hypsinephes ingår i släktet gröen, och familjen gräs. Inga underarter finns listade i Catalogue of Life.